# كهوف كيزيل
كهوف كيزيل (أيضًا كهوف Qizil المكتوبة بالحروف اللاتينية، والهجاء المتغير Qyzyl) هي مجموعة من الكهوف الصخرية البوذية التي تقع بالقرب من بلدة كيزيل (克孜尔 乡 Kèzī'ěr Xiāng) في مقاطعة بايتشنغ، شينجيانغ، الصين. يقع الموقع على الضفة الشمالية لنهر موزات على بعد 65 كم (75 كم عن طريق البر) إلى الغرب من كوتشا. كانت هذه المنطقة مركزًا تجاريًا لطريق الحرير.  يقال إن الكهوف هي أقدم مجمع كهف بوذي رئيسي في الصين، مع تطور يحدث بين القرنين الثالث والثامن.

## الكهوف

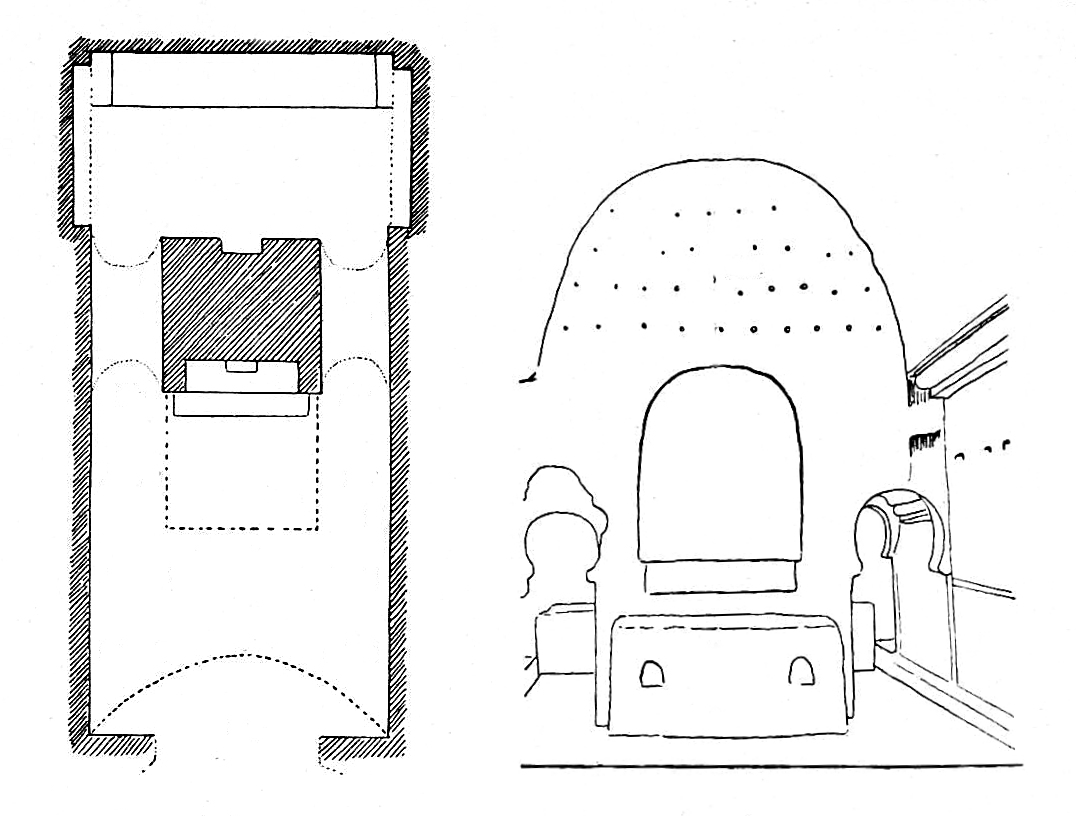
هيكل الكهف. كهف كيزيل

يعد مجمع كهوف كيزيل أكبر مواقع الكهوف البوذية القديمة المرتبطة بالمملكة Tocharian القديمة في Kucha ، وكذلك الأكبر في Xinjiang. تشمل مواقع الكهوف الأخرى في منطقة كوتشا Kumtura Caves و Simsim Caves. يوجد 236 معبدًا في كهف، منحوتة في الجرف الممتد من الشرق إلى الغرب بطول 2 كم.  من هؤلاء، 135 لا تزال سليمة نسبيا.  يرجع تاريخ أقدم الكهوف، استنادًا جزئيًا إلى تاريخ الكربون المشع، إلى حوالي 300 عام. يعتقد معظم الباحثين أن الكهوف ربما تم التخلي عنها في وقت ما في بداية القرن الثامن، بعد أن وصل تأثير تانغ إلى المنطقة.  تم العثور على الوثائق المكتوبة بلغات توكاريان في كيزيل، ويحتوي عدد قليل من الكهوف على نقوش توكاريان التي تحمل أسماء بضعة حكام. لدى العديد من الكهوف تصميم عمود مركزي حيث يمكن للحجاج الالتفاف حول عمود مركزي يمثل تمثيل ستوبا. توجد غرفة مقببة كبيرة أمام العمود وغرفة خلفية أصغر خلفها مع ممرين يشبهان النفق على الجانبين يربطان هذه المساحات. في الغرفة الأمامية، كان من الممكن وضع صورة ثلاثية الأبعاد لبوذا في مكان كبير يعمل كمحور داخلي، ومع ذلك، لم ينج أي من هذه المنحوتات في كيزيل. قد تتميز الغرفة الخلفية بمشهد بارينيرفانا على هيئة منحوتات جدارية أو كبيرة، وفي بعض الحالات، مزيج من الاثنين معا. هناك ثلاثة أنواع أخرى من الكهوف: الكهوف المربعة والكهوف ذات الصورة الكبيرة والخلايا الرهبانية (كوتي). حوالي ثلثي الكهوف هي kutis التي هي أماكن معيشة الرهبان ومخازن، وهذه الكهوف لا تحتوي على لوحات جدارية.

## الجداريات
في عام 1906 ، استكشف فريق البعثة الألمانية ألبرت فون لو كوك وألبرت جرونفيدل كهوف كيزيل. بينما كان Grünwedel مهتمًا بشكل أساسي بنسخ الجداريات، اختار von le Coq إزالة العديد من الجداريات. معظم الشظايا التي تمت إزالتها موجودة الآن في متحف الفن الآسيوي (المعروف سابقًا باسم für Indische Kunst) في Dahlem ، برلين.  قام المستكشفون الآخرون بإزالة بعض أجزاء الجداريات ويمكن العثور عليها الآن في متاحف في روسيا واليابان وكوريا والولايات المتحدة. على الرغم من أن الموقع قد تعرض للتلف والنهب، بقيت حوالي 5000 متر مربع من اللوحات الجدارية، تصور هذه الجداريات في الغالب قصص جاتاكا، أفاداناس، وأساطير بوذا، وتمثيل فني في تقاليد مدرسة هينايانا في سارفاستيفاداس.
وفقًا لنص موجود في كوتشا، تم تكليف اللوحات في بعض الكهوف من قبل ملك توخاري (ثوغار) يدعى «ميندر» بناءً على نصيحة أناندافارمان، راهب رفيع المستوى. أمر الملك فنانًا هنديًا، نارافاهانداتا، وفنانًا سوريًا، برياراتنا، مع تلاميذه لرسم الكهوف.  كما ساهم ملوك خوتانيز فيجايافاردانا ومورلين في رسم كهف آخر عن طريق إرسال فنانين إلى الموقع.
من السمات البارزة للجداريات في كيزيل الاستخدام المكثف للأصباغ الزرقاء، بما في ذلك الصباغ الثمين الفائق النحاسي المشتق من اللازورد اللازورد من أفغانستان. في تصنيف فن المنطقة من قبل إرنست فالدشميدت، هناك ثلاث فترات متميزة:  تتميز الجداريات من المرحلة الأولى باستخدام أصباغ حمراء، بينما تستخدم تلك الموجودة في المرحلة الثانية أصباغ مزرقة بكثرة. تعكس اللوحات السابقة التأثيرات اليونانية-الهندية أو الغاندارية، بينما تظهر اللوحات الثانية التأثيرات الإيرانية (الساسانية).  يبدو أن الكهوف اللاحقة تحتوي على عدد أقل من الأساطير و / أو الجاتاكا، حيث يتم استبدالها بالتصاميم المتكررة للعديد من البوذيين الصغار (ما يسمى بألف تمثال بوذا) ، أو الجلوس مع بوذا مع نيمبوس.  أظهرت اللوحات في المرحلتين الأوليين نقص العناصر الصينية.  المرحلة الأخيرة، الفترة التركية-الصينية، هي الأكثر دليلاً في منطقة تورفان، لكن في كيزيل أظهر اثنان فقط من الكهوف نفوذ تانغ الصيني.
سمة أخرى من الجداريات كيزيل هو الانقسام إلى كتل على شكل الماس في السقوف قبو في الغرفة الرئيسية للكثير من الكهوف. يتم تصوير المشاهد البوذية داخل هذه الأشكال الماسية في طبقات كثيرة فوق بعضها البعض لإظهار التسلسلات السردية للمشاهد.